# Rochdalské družstvo poctivých pionýrů
Rochdalské družstvo poctivých pionýrů (anglicky Rochdale Society of Equitable Pioneers; Rochdalské družstvo) bylo svépomocné družstvo založené za účelem obchodování s potravinami, oblečením, tabákem atd. Dále za účelem stavby a nákupu domů, výroby výrobků, obdělávání zemědělské půdy a stavby obytné kolonie. Významné bylo především svými stanovami, od nichž se odvozují tzv. Rochdalské principy. Tyto principy ovlivnily další družstva a v modifikované podobě jsou používány družstvy dodnes.

## Historie
Rochdalské družstvo (Rochdale Society of Equitable Pioneers) bylo založeno roku 1844 ve městě Rochdale v severní Anglii. Zakladatelé, kterých bylo 28, pocházeli převážně z řad Rochdalských textilních dělníků. Cílem družstva bylo ustavení obchodu s potravinami, oblečením, tabákem atd. Dále stavba a nákup domů, kde by družstvo provozovalo své činnosti; výroba výrobků; nájem, koupě a obdělávání zemědělské půdy a stavba vlastní obytné kolonie (Laws and Objects 1844, Law First). Realizovány byly obchody, výroba, stavba a nákup domů, naopak kolonie nevznikla. Vše mělo sloužit k dosažení peněžního prospěchu, a zlepšení sociálních a domácích životních podmínek členů družstva (Laws and Objects 1844, Law First). Rochdalské družstvo obchodovalo (po změnách jména a sloučení s jinými družstvy) samostatně až do roku 1991. V tomto roce přešlo pod názvem Norwest Pioneers Co-operative do družstva United Co-operatives.

## Rochdalské principy
Rochdalští družstevníci nebyli první. Prvním zaznamenaným družstevním obchodem byl roku 1769 obchod tkalcovského družstva ve Fenwicku, Ayrshire. Významní však byly stanovami svého družstva (Laws and Objects). Od nich se odvozují tzv. Rochdalské principy. Tyto principy ovlivnily další družstva a v modifikované podobě jsou používány dodnes. Stanovy byly sepsány v roce založení družstva a 1845 upraveny. Hlavními body stanov bylo demokratické rozhodování: (Supplement of Amended Laws 1845, a new law to be placed or read between 4th and 5th laws), otevřené členství (Laws and Objects 1844, law 13th), prodej a nákup jen za hotové (Laws and Objects 1844, law 21st).
Družstvo nespoléhalo jen na nadšení a nezištnost, a proto se další principy zabývaly vyplácením finančních odměn za účast a investování v družstvu. Za prvé se vyplácel úrok z vloženého kapitálu (cena jednoho podílu byla 1 libra) ve výši 3.5 procenta na podíl. (Laws and Objects 1844, law 22nd) . Později dle upravených stanov pak 5 procent (Supplement of Amended Laws 1845, Amendment of the 22nd law). Dle upravených stanov mělo mít družstvo kapitál 1000 liber a maximálně 250 členů, každý člen měl držet 4 podíly (minimálně 1 a maximálně 50 podílů). Za druhé zbylý zisk, byl vyplacen každému členu v proporci k množství peněz utracených členem v družstevním obchodě (Laws and Objects 1844, law 22nd). Ve stanovách není uvedeno, že by členové družstva museli nakupovat výhradně v družstevním obchodě.
Rochdalští pionýří rozdělovali veškerý zisk mezi své členy. Pro další investování zakládali proto různé odnože (jako byl třeba mlýn). Zřejmě to však nebylo příliš praktické. V dnešní době se členům družstev vyplácí zpravidla pouze část zisku a zbytek zůstává nerozdělený v družstvě a používá se k investicím. Družstva se po světě od dob Rohdalského družstva značně rozšířila.